# Davide Calabria
Davide Calabria (Brescia, provincia de Brescia, 6 de diciembre de 1996) es un futbolista italiano que juega como defensa en el Panathinaikos F. C. de la Superliga de Grecia.

## Selección nacional
Fue internacional con la selección de Italia en las categorías sub-17, sub-18, sub-19, sub-20 y sub-21. El 11 de noviembre de 2020 debutó con la selección absoluta en un amistoso ante Estonia que ganaron por 4-0.

### Participaciones en Eurocopas
| Eurocopa                | Sede    | Resultado |
| ----------------------- | ------- | --------- |
| Eurocopa Sub-21 de 2017 | Polonia | Semifinal |

## Estadísticas

### Clubes
Actualizado al último partido disputado en mayo de 2025.
| Club                         | Div.          | Temporada     | Liga  | Liga  | Copas nacionales | Copas nacionales | Copas internacionales | Copas internacionales | Total | Total |
| Club                         | Div.          | Temporada     | Part. | Goles | Part.            | Goles            | Part.                 | Goles                 | Part. | Goles |
| ---------------------------- | ------------- | ------------- | ----- | ----- | ---------------- | ---------------- | --------------------- | --------------------- | ----- | ----- |
| A. C. Milan · Italia         | 1.ª           | 2014-15       | 1     | 0     | 0                | 0                | —                     | —                     | 1     | 0     |
| A. C. Milan · Italia         | 1.ª           | 2015-16       | 6     | 0     | 2                | 0                | —                     | —                     | 8     | 0     |
| A. C. Milan · Italia         | 1.ª           | 2016-17       | 12    | 0     | 1                | 0                | —                     | —                     | 13    | 0     |
| A. C. Milan · Italia         | 1.ª           | 2017-18       | 21    | 1     | 4                | 0                | 5                     | 0                     | 30    | 1     |
| A. C. Milan · Italia         | 1.ª           | 2018-19       | 26    | 1     | 3                | 0                | 4                     | 0                     | 33    | 1     |
| A. C. Milan · Italia         | 1.ª           | 2019-20       | 25    | 1     | 2                | 0                | —                     | —                     | 27    | 1     |
| A. C. Milan · Italia         | 1.ª           | 2020-21       | 32    | 2     | 1                | 0                | 6                     | 0                     | 39    | 2     |
| A. C. Milan · Italia         | 1.ª           | 2021-22       | 26    | 2     | 3                | 0                | 4                     | 0                     | 33    | 2     |
| A. C. Milan · Italia         | 1.ª           | 2022-23       | 25    | 1     | 2                | 0                | 6                     | 0                     | 33    | 1     |
| A. C. Milan · Italia         | 1.ª           | 2023-24       | 29    | 1     | 2                | 0                | 10                    | 0                     | 41    | 1     |
| A. C. Milan · Italia         | 1.ª           | 2024-25       | 7     | 0     | 2                | 1                | 5                     | 0                     | 14    | 1     |
| A. C. Milan · Italia         | Total club    | Total club    | 210   | 9     | 22               | 1                | 40                    | 0                     | 272   | 10    |
| Bologna F. C. 1909 · Italia  | 1.ª           | 2024-25       | 11    | 0     | 2                | 0                | ―                     | ―                     | 13    | 0     |
| Bologna F. C. 1909 · Italia  | Total club    | Total club    | 11    | 0     | 2                | 0                | 0                     | 0                     | 13    | 0     |
| Panathinaikos F. C. · Grecia | 1.ª           | 2025-26       | 0     | 0     | 0                | 0                | 0                     | 0                     | 0     | 0     |
| Panathinaikos F. C. · Grecia | Total club    | Total club    | 0     | 0     | 0                | 0                | 0                     | 0                     | 0     | 0     |
| Total carrera                | Total carrera | Total carrera | 221   | 9     | 24               | 1                | 40                    | 0                     | 285   | 10    |

## Palmarés

### Campeonatos nacionales
| Título              | Club               | País   | Año  |
| ------------------- | ------------------ | ------ | ---- |
| Supercopa de Italia | A. C. Milan        | Italia | 2016 |
| Serie A             | A. C. Milan        | Italia | 2022 |
| Supercopa de Italia | A. C. Milan        | Italia | 2024 |
| Copa Italia         | Bologna F. C. 1909 | Italia | 2025 |